# Philippe Verellen

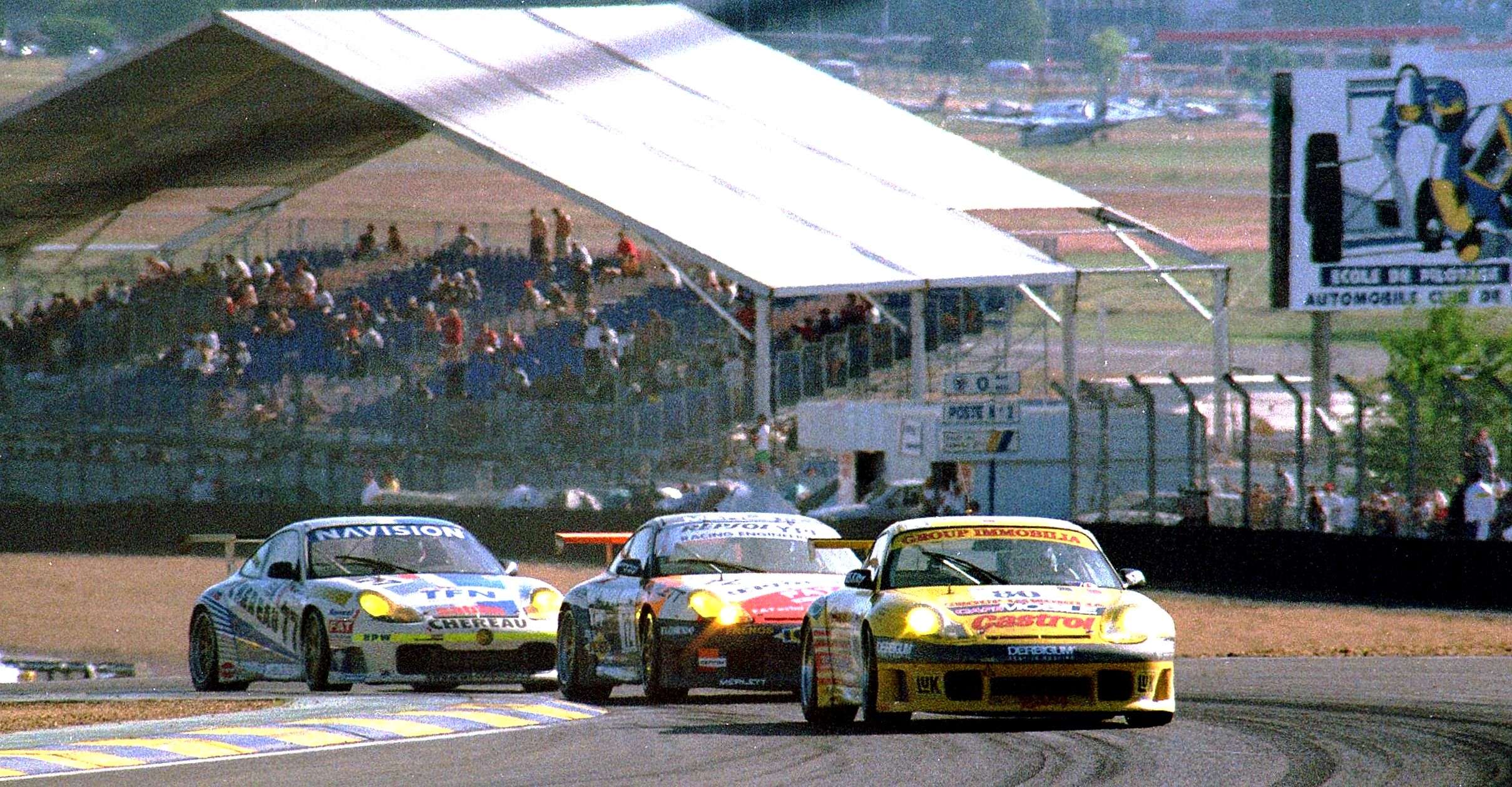
Der von Philippe Verellen gefahrene Porsche 911 GT3-R (vorne) beim 24-Stunden-Rennen von Le Mans 2000

Philippe Verellen (* 25. Mai 1962 in Antwerpen; † 9. Mai 2002 ebenda) war ein belgischer Autorennfahrer.

## Karriere als Rennfahrer
Philippe Verellen war in den 1980er- und 1990er-Jahren im Tourenwagensport erfolgreich. Neben den dritten Endrängen 1989 und 1992 gewann er 1991 und 1993 die Gesamtwertung der belgischen Tourenwagen-Meisterschaft. Er fuhr im Porsche Carrera Cup Deutschland und war zweimal beim 24-Stunden-Rennen von Le Mans am Start. 1993 wurde er als Partner von Marc Duez und Éric Bachelart auf einem Venturi 500LM 25. der Gesamtwertung. 2000 beendete er das Rennen an der 24. Stelle der Endwertung. 
Er starb im Mai 2002 in seiner Heimatstadt Antwerpen an Krebs.

## Statistik

### Le-Mans-Ergebnisse
| Jahr | Team                      | Fahrzeug          | Teamkollege  | Teamkollege    | Platzierung | Ausfallgrund |
| ---- | ------------------------- | ----------------- | ------------ | -------------- | ----------- | ------------ |
| 1993 | Écurie Toison d’Or        | Venturi 500LM     | Marc Duez    | Éric Bachelart | Rang 25     |              |
| 2000 | M1 Club-Renstal Excelsior | Porsche 911 GT3-R | Rudi Penders | Kurt Dujardyn  | Rang 24     |              |